# Globo Comunidade
Globo Comunidade é um programa jornalístico local brasileiro apresentado pela TV Globo Rio de Janeiro, TV Globo Pernambuco e TV Globo Brasília desde 28 de setembro de 1991.
Até 8 de junho de 2013, o Globo Comunidade também possuía uma versão local no Paraná, produzida pela RPC Curitiba e exibida nas manhãs de sábado. Foi substituída pelo programa Painel RPC.